# Гай Ветурій Цікурін
Гай Ветурій Цікурін (*Gaius Veturius Cicurinus, V ст. до н. е.) — політичний та військовий діяч часів Римської республіки, консул 455 до н. е.

## Життєпис
Походив з патриціанського роду Ветуріїв. Син Публія Ветурія Геміна Цікуріна, консула 499 року до н. е. Про молоді роки немає відомостей. У 455 році до н. е. обираний консулом (разом з Титом Ромілієм Роком Ватиканом). Під час каденції воював проти племені еквів.  Спочатку вимушений був подолати спротив народних трибунів, які бажали в обмін на організацію призову на військову службу провести закон стосовно розподілу державних земель. Зрештою Ветурій домігся провалу цього законопроєкту. Після цього рушив на допомогу союзному місту-державі Тускулум. Разом з колегою переміг еквів у битві при Альгід. При цьому приховав частину здобичі.
У 454 році до н. е. був притягнутий до суду народними трибунами Гаєм Кальвієм Цицероном та Луцієм Алієном. Зрештою засуджений до штрафу у 15 тис. бронзових асів. У 453 році до н. е. обирається авгуром. Про подальшу долю немає відомостей.